# Бурбон-и-Бурбон, Педро де Алькантара де
Педро де Алькантара де Бурбон-и-Бурбон (исп. Pedro de Alcántara de Borbón y Borbón; 12 декабря 1862, Мадрид — 5 января 1892, Париж) — испанский аристократ, 1-й герцог Дуркаль (1885—1892), сын инфанта Испании Себастьяна Габриэля де Бурбона и его второй жены, испанской инфанты Доньи Марии Кристины де Бурбон. Дон Педро де Алькантара никогда не носил титул инфанта Испании.

## Происхождение
Второй сын инфанта Себастьяна Габриэля де Бурбона (1811—1875) и его второй жены Марии Кристины де Бурбон (1833—1902). Его бабушкой и дедушкой по отцовской линии были дон Педро Карлос де Бурбон и его жена Мария Тереза де Браганса, принцесса Бейра. Через свою мать дон Педро де Алькантара был внуком инфанте дона Франсиско де Паула де Бурбон и его жены, принцессы Луизы Карлоты Бурбон-Сицилийской. Его сложная генеалогия означала, что дон Педро де Алькантара был потомком трех внуков Карлоса III Испанского: короля Обеих Сицилий Франциска I, его жены, инфанты Марии Изабель де Бурбон, инфанта Франсиско де Паула де Бурбона, герцога Кадиса, королевы-консорт Португалии Карлоты Жоакины и испано-португальского инфанта Педро Карлоса де Бурбона.
Хотя и его отец, и мать были инфантами Испании по праву рождения и были тесно связаны с испанской королевской семьей, было решено, что дети инфанта Себастьяна Габриэля не будут носить титул инфантов Испании (хотя им было разрешено использовать фамилию Бурбон). поскольку огромного состояния младенца было бы достаточно, чтобы прокормить его потомство, и, таким образом, они не зависели бы от государственной казны.

## Биография
Он родился в Мадриде в 1862 году во время правления его тети Изабеллы II, двоюродной сестры и невестки его матери. Он был крещен с именами Педро де Алькантара Мария де Гуадалупе Тереза Изабель Франсиско де Асис Габриэль Себастьян Кристина. Его крестным отцом был император Бразилии Педру II.
После изгнания его семьи во Францию (1868 г.) и смерти его отца (1875 г.) дон Педро де Алькантара и его братья и сестры были воспитаны королем Альфонсо XII, поскольку его собственная мать, инфанта Мария Кристина, была женщиной с небольшим умом. Король доверил осуществление опеки и попечительства над детьми инфантов дону Хосе Мариано Киндосу-и-Техаде, маркизу Сан-Сатурнино. В 1880 году маркиз Сан-Сатурнино попытался сохранить за старшим из них права своего отца как великого приора Кастилии ордена Сан-Хуана. Эта просьба не была удовлетворена, учитывая, что инфант пользовался этим достоинством всю жизнь. Дон Педро де Алькантара, как и его братья, получил образование в Мадриде и Вене, как и его двоюродный брат, король Испании Альфонсо XII.
Дон Педро де Алькантара женился 6 апреля 1885 года на Марии де ла Каридад Мадан-и-Уриондо (19 сентября 1867 — 10 февраля 1912), дочери Хуана Антонио Мадан-и-Уриондо, генерала королевской армии, и его двоюродной сестры Франсиски де Уриондо-и-де-Сааведра. Дворянский род Мадан (или О’Мадан) был родом из Уотерфорда, Ирландия, чьи потомки поселились на Канарских островах из-за преследований, которым католики подвергались после падения династии Стюартов. Дядя по отцовской линии Марии де ла Каридад, Дон Рамон Мадан-и-Уриондо командующий пехотой и кавалер Большого креста за сельскохозяйственные заслуги, в 1911 году был произведен в маркизы Арукас. Сам дон Педро де Алькантара получил титул 1-го герцога Дуркаля 23 января 1885 года по воле своего двоюродного брата, короля Альфонсо XII.
Герцог Дуркаль не был политически значимым человеком и, как и его старший брат, не отличался большим интеллектом. Их брак также оказался неудачным, хотя у них было трое детей, получивших образование в Испании и Франции. Семья в основном проживала в Париже. Он умер там всего в 29 лет, в 1892 году. Его вдова позже вышла замуж за Луиса Фернандо де Бессьера и Осорио Кальбахе и умерла в 1912 году в Берлине. Его сын, дон Фернандо Себастьян, был 2-м герцогом Дуркаля. Нынешняя герцогиня Дуркаль — сеньора Мария Кристина Патиньо-и-де-Бурбон, правнучка Педро де Алькантара.

## Потомки
У дона Педро де Алькантара и его жены было трое детей:
- Мария Кристина де Бурбон-и-Мадан (10 ноября 1886—1985). Замужем за голландским дипломатом Моритсом ван Волленховеном (1882—1976), но детей не имела.
- Мария Пия де Бурбон-и-Мадан (20 августа 1888 — 14 июля 1969). Замужем за Рафаэлем Падильей (1885—1945), аргентинским бизнесменом, позже вышла замуж за Гильермо Раймундо (1885—1971). Двое детей от первого брака.
- Фернандо Себастьян де Бурбон-и-Мадан (4 февраля 1891 — 28 марта 1944), 2-й герцог Дуркаль (1892—1944). В браке с Летисией Бош-Лабрус (1890—1944), от брака с которой у него было две дочери.

## Награды
- 27 января 1863 года: кавалер Большого креста Ордена Карлоса III.